# زمستان‌نشین
زمستان‌نشین در معماری ایرانی پیش از آنکه نام فضای معینی باشد، به همه فضاهایی که در وجه شمالی حیاط ساخته می‌شوند تا از آفتاب زمستان که با زاویه‌ای مایل به درون اتاق‌ها می‌تابد استفاده کنند، گفته می‌شود، اما مجموعه معینی از فضاها با رابطه‌ای خاص، مجموعه فضاهای زمستان‌نشین را تشکیل می‌دهند که عبارتند از سه‌دری، پنج‌دری و شکم‌دریده، که روی محور اصلی قرار می‌گرفته‌اند و دو فضای ارتباطی که می‌توانند راهرو یا تخت‌گاه باشند و گوشواره‌هایی که از سه‌دری، اتاق ارسی یا تهرانی و اتاق دودری تشکیل شده‌اند و گوشه‌های این بخش را تشکیل می‌دهند. فضای اصلی زمستان‌نشین روی محور اصلی قرار گرفته‌اند و برای ورود بیشتر نور خورشید اغلب پنجره‌های آن را از ارسی‌های بزرگ می‌ساخته‌اند. داخل فضاهای مرکزی با توجه به بسته بودن فضا، تزیینات پیچیده‌ای چون قطارهای مقرنس و آیینه کاری‌های بسیار پیچیده دیده می‌شود. 